# Jugoslovanska carinska služba (1944–1991)
Jugoslovanska carinska služba je od leta 1944 naprej skrbela za pobiranje carin, carinski nadzor in preprečevanje tihotapstva. Sprva je delovala manj strokovno, v drugi polovici svojega obstoja pa se je naglo razvijala v moderno carinsko upravo. Od leta se je imenovala Zvezna carinska uprava (hrvaško in srbsko: Savezna uprava carina). 

## Zgodovina
Carinska služba v socialistični Jugoslaviji je nastala dne 15. novembra 1944, ko je bil z v okviru državnega poverjeništva za finance z odlokom NKOJ ustanovljen Oddelek carin. Ta dan je kasneje postal tudi uradni praznik jugoslovanske carinske službe.
V zgodovini carinske službe ločujemo dve veliki časovni obdobji. V obdobju med 1944 do 1994 je bilo značilno, da si je državna oblast pridržala popoln monopol in nadzor nad odločanjem o carinskih postopkih:  
Država si je prizadevala odpraviti čim več institutov Kraljevine Jugoslavije in je z nezaupanjem gledala na stare carinske predpise. V začetnih letih delovanja je posebno težavo predstavljala celo popolna odsotnost vseh predpisov — vse usmeritve so prihajale »od zgoraj«, saj so organi NKOJ odločali kaj sme kako podjetje uvoziti in koliko uvoznih dajatev mora plačati, tako, da je carinska služba opravljala zgolj naloge evidentiranja blaga in nadziranja nad tokov blaga. Kljub temu se je v tem obdobju že pojavil prvi socialistični carinski zakon, ki pa je potrdil dejstvo, da je carinska služba omejena zgolj na nadzorno funkcijo in na funkcijo evidentiranja blaga.  Zanemarjanje carinske službe se je poznalo tudi pri slabšanju njene izobrazbene strukture. V zaključnem delu tega obdobja je nadzor oblasti pričel popuščati. Leta 1952 je bila sprejeta carinska tarifa, pri čemer je bilo obračunavanje dajatev predvideno po posebnem sistemu koeficientov, tako, da so se dajatve izračunale na osnovi razlike v cenah. Značilna uporaba uvoznih in izvoznih koeficientov v obdobju med 1952 in 1964 je imela za posledico, da je vloga carinjenja blaga pridobila večji pomen. Zaradi tega se je pojavila potreba po več predpisih, ki bi urejali carinski sistem. Obenem se je Jugoslavija s sprejemanjem mednarodnih konvencij pričela vključevati v mednarodno gospodarstvo. Vse to je imelo za posledico postopno opuščanje planskega nadzora države. Jugoslavija je leta 1963 pristopila k sporazumu GATT, ki je predvidel postopno nižanje carin, sistem koeficientov pa se je pričel postopoma zamenjevati s stopnjami po carinski tarifi.
Drugo časovno obdobje razvoja jugoslovanske carinske službe se je pričelo leta 1965. Tega leta je bil sprejet Zakon carinski tarifi, ki je poudaril pomen carinskega dela pri carinjenju blaga, obenem pa je že od leta 1960 naraščala tudi proizvodnja in posledično se je krepil blagovni promet s tujino — vse to je zelo hitro povečevalo pomen carinske službe. V drugem obdobju se je naglo zgradila carinska mreža  v večjih industrijskih središčih, izboljšala se je kadrovska struktura, od leta 1967 pa je služba z imenom Zvezna carinska uprava delovala kot samostojna služba, ki je bila podrejena zgolj Zveznemu izvršnemu svetu. Leta 1973 je bil sprejet povsem moderen carinski zakon, ki je podrobno opredeljeval posamezne carinske postopke, vseboval pa je tudi številne poenostavitve postopkov. Če so neposredno po vojni pri uvozu blaga prevladovali kava, obutev, obleke, pralni praški in podobno, so se v obdobju po letu 1965 že pojavljali najrazličnejši artikli, npr. razni kmetijski stroji. Leta 1984 je bilo v Sloveniji vloženih 470.394 uvoznih carinskih deklaracij in ocarinjenih 1.151.567 vrst blaga, vloženih 387.478 izvoznih carinskih deklaracij in ocarinjenih 548.137 vrst izvoznega blaga. Izreden razvoj je doživelo carinsko tarifiranje, že okrog leta 1970 pa je prišlo do začetnega uvajanja informatizacije.

## Pristojnosti jugoslovanske carine
Carinska služba je v prvih letih opravljala zgolj nalogo evidentiranja blaga in nadzora nad uvozom in izvozom blaga in torej ni bila carinska služba v pravem pomenu besede, kasneje pa je z razvojem carinskega tarifiranja prevzela tudi klasično nalogo carinskih služb: pobiranje carin oziroma carinjenje blaga.

## Organizacija

### Carinarnice in drugi carinski organi
Carinska uprava je na vrhu v začetnem obdobju doživljala številne spremembe: od 1947 do 1951 je delovala v sklopu Ministrstva za zunanjo trgovino, od 1951 do 1952 v sklopu Ministrstva za finance, od 1952 do 1953 v sklopu Gospodarskega sveta FLRJ, od 1956 do 1967 pod Državnim sekreatriatom za finance, nato pa je bila kot samostojna Zvezna carinska uprava podrejena neposredno Zveznemu izvršnemu svetu.
Za carinska opravila so bile že od vsega začetka obstoja carinske službe v času jugoslovanskega  socializma zadolžene posamezne carinarnice. V začetnem obdobju je bilo na Slovenskem pet carinarnic: Dravograd, Jesenice, Ljubljana, Maribor in Rakek, saj carinskega dela ni bilo veliko in je majhno število carinarnic zadoščalo. Med 1945 in 1947 je na višji stopnji delovalo tudi 8 carinskih inšpektoratov, pri čemer je v Sloveniji deloval inšpektorat v Ljubljani, nato pa so naloge inšpektoratov v velikem delu prešle na carinarnice. Vse slovenske carinarnice so ostale v predvojnem številu in z istimi carinskimi izpostavami. 
V času osamosvajanja so na področju SR Slovenije delovale sledeče carinarnice: Celje, Dravograd, Gornja Radgona, Jesenice, Koper, Ljubljana, Maribor, Nova Gorica in Sežana.

### Kadrovska politika
Leta 1945 je v carinarnicah delalo okrog 4.000 ljudi, kar je bila posledica opravil finančnih straž, ker pa so se delovne naloge carinske službe krčile, je bilo leta 1953 zabeleženo le 760 delavcev carine. Carinska služba je imela še leta 1964 kar 350 uslužbencev, ki so bili udeleženci NOB, od tega pa jih kar okrog 100 ni imelo izobrazbene kvalifikacije, hkrati pa si je niti niso želeli pridobiti. Po podatkih iz leta 1963 je imelo visoko izobrazbo le 8% uslužbencev, 3% višjo, nizko strokovno pa 54%, med tem ko je npr. v Franciji imelo kar 35% uslužbencev že tedaj visoko ali višjo izobrazbo. Leta 1982 je imela carinska služba okrog 4.700 zaposlenih.

### Finančno-stražni elementi
Oblast je službo finančne kontrole sprva preimenovala v finančno stražo, toda v letih 1946–1947 je finančne stražarje na dohodarstvenem področju priključila dacarjem, na carinskem področju pa kot »carinske stražnike« carinikom. O kontinuiteti carinske oziroma finančne straže priča nekdanji izraz »carinski stražnik« za najnižji rang carinikov.

### Carinski laboratoriji
Carinski laboratorij je v sodobni carinski službi tehnična podpora carinikom, pri čemer je poleg analize vzorcev pomembna naloga takega laboratorija tudi tarifiranje blaga. Carinski laboratorij v Ljubljani deluje neprekinjeno že od leta 1964, od leta 1967 pa je deloval tudi carinski laboratorij v Mariboru. Ob koncu obstoja druge Jugoslavije je po Jugoslaviji obstajalo 12 carinskih laboratorijev. Kljub obstoju teh laboratorijev, je zastarela in pomanjkljiva oprema v njih onemogočala kvalitetnejše delo. 

### Informatizacija službe
V letih 1970-1975 je prišlo do vala informatizacije v carinski službi: čeprav so mnoga opravila ostala ročna, so se podatki iz carinskih dokumentov (deklaracij) v posebnih elektronskih računskih centrih vnašali v računalnike, iz vseh centrov pa so se podatki nato stekali v Beograd, kjer so opravljali logično kontrolo pravilnosti podatkov.

### Nazivi
Prevladujoče zaporedje položajnih oznak v jugoslovanski carinski službi je bilo po letu 1962:
- carinik s srednjo izobrazbo
- carinik z višjo izobrazbo
- vodja organizacijske enote z višjo izobrazbo
- carinik z visoko izobrazbo
- vodja organizacijske enote z visoko izobrazbo

## Carinska uniforma
Povojne uniforme so bile sprva črne barve za stražarje in vsaj od leta 1952 svetlo-oker za višje carinske uslužbence.
Od leta 1962 je bila pri uniformah v veljavi olivno-rjava oziroma kaki barva carinske uniforme, ki se je obdržala vse do razpada Jugoslavije. Razširil se je nabor delavcev, ki so morali nositi uniformo. Zimska uniforma iz tega časa pričuje o kontinuiteti carinske oziroma finančne straže, saj olivno-rjava uniforma jugoslovanskih carinikov iz leta 1962 v dveh tretjinah kombinira elemente iz stare predvojne uniforme finančne kontrole, le v eni tretjini pa elemente iz stare predvojne carinske uniforme. Od leta 1962 so v carinski službi uporabljali službene značke: v obdobju 1962–1971 je bila to značka z grbom Jugoslavije, ki je imela spodaj prikaz stilizirane meje, od leta 1967 je bila to značka z znakom »C« (kar pomeni carina), od leta 1976 pa trikotna značka, na vrhu katere je bil jugoslovanski grb, spodaj pa identifikacijska številka delavca.  Na tej zadnji znački v identifikacijskem polju prvi dve številki pomenita oznako carinarnice: v Sloveniji je imela Ljubljana oznako 61, Celje oznako 62, Dravograd 63, Gornja Radgona 64, Jesenice 65, Koper 66, Maribor 67, Nova Gorica 68 in Sežana 69. Od leta 1971 so cariniki na rokavih nosili položajne oznake v pasah ali trakovih.
Jugoslovanski cariniki večinoma niso bili oboroženi. Že leta 1948 je bilo predvidno, da so cariniki na meji lahko oboroženi z revolverjem. Vendar se takšna ureditev ni obdržala.  Po treh desetletjih, ko je bila carina neoborožena, so od leta 1987 cariniki ob določenih pogojih spet smeli nositi orožje.

## Razpadanje Jugoslavije in slovensko-jugoslovanska »carinska vojna«
Jeseni leta 1990 se je pričel razpad jugoslovanskega fiskalnega sistema, saj je 1. septembra Srbija začela zadrževati zvezni prometni davek in carine, konec oktobra pa se je temu pridružila tudi Slovenija, zaradi tega in drugih dogodkov so se na prelomu med letoma 1990 in 1991 na področju tedanje Jugoslavije že pričeli oblikovati različni gospodarski sistemi. Že od leta 1990 je bilo namreč zadrževanje pobranih uvoznih dajatev pogost pojav republiških praks v nekdanji SFRJ. S približevanjem dneva slovenske osamosvojitve so se v letu 1991 stopnjevali pritiski na slovenski del tedanje jugoslovanske carine, zvezna carinska uprava je nad cariniki v Sloveniji pogosto izvajala notranji nadzor, cariniki pa so se bili prisiljeni odločiti za ali proti Sloveniji. V carinarnicah po Sloveniji je bilo tedaj zlasti med vodilnim kadrom ogromno carinikov iz drugih območij Jugoslavije, zato so jih Slovenci skušali čim več prepričati, da podprejo odločitev Slovenije za osamosvojitev.
Carina na Slovenskem je v tim. »carinski vojni« (1990–1991) z odvajanjem denarja od pobranih carin in drugih uvoznih dajatev na račun SDK odločilno pripomogla k osamosvojitvi Slovenije, saj je na ta način polnila blagajno novo nastajajoče države, ki je ta sredstva v času, ko je izbruhnila vojna, potrebovala za obrambo razglašene samostojnosti. Pri tem so se slovenske carinarnice povezale z republiško SDK. V praksi je vse skupaj potekalo tako, da so v republiških SDK-jih sredstva, ki bi morala končati v zveznem proračunu, nakazali na republiškega. Ideji slovenstva zvesti cariniki so v začetku leta 1991 skladu z dogovorom s slovenskimi oblastmi pobrane carinske in druge uvozne dajatve pričeli preko republiškega SDK odvajati v slovenski proračun namesto v zveznega. Republika Slovenija je nato izračunala trikrat manjšo vsoto, ki naj bi pripadala zvezni državi in ta del denarja je bil nato nakazan na zvezno SDK. Zvezna SDK je takoj beležila okrog 30–50% upad prilivov iz Slovenije. Po grožnjah iz Beograda, ki so se stopnjevale po 19. aprilu 1991, je 20. maja 1991 zvezna oblast uveljavila tako stroge ukrepe proti praksi slovenskih carinarnic in slovenske SDK, da je Slovenija 27. maja 1991 načeloma zamrznila izvajanje svojih sklepov, v resnici pa je še naprej nadaljevala s staro politiko zadrževanja carin. Ker se je »carinska vojna« med Slovenijo in SFRJ nadaljevala še naprej, je zvezna oblast proti Sloveniji dne 19. junija 1991 dokončno sprožila stroge ukrepe, vendar pa to slovenske oblasti, ki je bila tedaj že dobro pripravljena na osamosvojitev Slovenije, to zaradi prepoznega ukrepanja ni zelo zmotilo. Po slovenski osamosvojitvi je iz carinarnic jugoslovanske carinske službe zrasla slovenska Carinska uprava Republike Slovenije.